# ヨロシクご検討ください
『ヨロシクご検討ください』（ヨロシクごけんとうください）は、日本テレビ系列で2014年から2017年まで不定期に放送されていたバラエティ番組。

## 概要
世の中を斜めに見ている4人（心の闇4）が世の中の様々な疑問や不満に対して独自の提案をする。
2014年2月に放送された『バカリ・山里・若林と坂上忍の日本の怒り呑み込みます!』の派生番組。

## 出演者
心の闇4
- 山里亮太（南海キャンディーズ）- 妬み
- 若林正恭（オードリー）- 嫉み
- バカリズム - 恨み
- 坂上忍 - 辛み

## 放送日時
| 回数  | 放送日時                           | 進行     | ゲスト |
| ----- | ---------------------------------- | -------- | --- |
| 第1回 | 2014年10月7日（火）23:59 - 翌0:54  | 鈴江奈々 | |
| 第2回 | 2014年12月28日（日）23:30 - 翌0:26 | 岩本乃蒼 | 本田翼 |
| 第3回 | 2015年4月12日（日）22:30 - 23:25   | 鈴江奈々 | TAKAHIRO（EXILE）、ローラ |
| 第4回 | 2015年6月28日（日）23:00 - 23:55   | 鈴江奈々 | 水原希子 |
| 第5回 | 2015年9月27日（日）22:30 - 23:25   | 小熊美香 | 新垣結衣 |
| 第6回 | 2016年1月2日（土）23:00 - 24:00    | 小熊美香 | 堀北真希 |
| 第7回 | 2016年4月20日（水）23:59 - 翌0:54  | 小熊美香 | 天海祐希 郡司恭子・岩本乃蒼・笹崎里菜（日本テレビアナウンサー）                                                               |
| 第8回 | 2016年7月26日（火）21:00 - 22:54   | 小熊美香 | 加藤シゲアキ・手越祐也（NEWS）、劇団ひとり、若槻千夏、おのののか、 菊地亜美、中村静香、ホラン千秋、マギー、矢口真里、阿部祐二 |
| 第9回 | 2017年4月10日（月）23:59 - 翌0:54  | 畑下由佳 | ゲスト無し |

- 第3回 - 第5回は期末期首に『日曜ドラマ』の代替特別番組として放送された。
- 第1回、第7回、第9回は、『プラチナイト』枠で放送された。

## スタッフ
第9回放送分
- 企画・演出：安島隆、上田崇博
- 構成：安部裕之、飯塚大悟、セパタクロウ（セパ→第9回）
- TM：小椋敏宏（第8,9回）
- SW：大庭茂嗣（第1-7,9回）
- CAM：中村哲也（第1-4,6,7,9回、第8回はSW）
- MIX：中野裕介
- VE：岩原正明（第9回）
- 照明：宮田千尋（第1-3,5,9回）
- 編集：佐藤貴之
- MA：降籏直人（第2,4,6,8,9回）
- ナレーター：皆口裕子、森富美（森→第9回、日テレアナウンサー）
- 音効：小田切暁
- 美術プロデューサー：稲本浩（第3回まで美術と表記）
- 美術デザイン：平岡真穂
- グラフィックデザイン：津島美樹
- 技術協力：NiTRo
- 美術協力：日本テレビアート
- モニター：ジャパンテレビ
- CG：モリサンペイ（森三平）
- TK：桜井えみこ
- デスク：木村真由美（第7-9回）
- リサーチ：野村直子、飯田美子
- 演出補：倉本華奈（第8,9回）、安田真之、大澤祐一郎（安田・大澤→第9回）
- ディレクター：本田学、保野祥子、福岡隆幸、藤本達也（藤本→第9回）、中西正太（中西→第3,9回）
- 演出：岩本雅直
- プロデューサー：滝澤真一郎、伊藤康一、三浦佳憲、山川好美
- チーフプロデューサー：糸井聖一
- 制作協力：SION、ZION
- 製作著作：日本テレビ

### 過去のスタッフ
- 構成：加藤ゆうた（加藤→第1-3回）、深田憲作（深田→第1-3,5-8回）
- TM：江村多加司（第7回まで）
- CAM：田代義昭（第5回のみ）、福田伸一郎（第8回）
- VE：八木一夫（第3回のみ）、天内理絵（第1,2,4-6回）、山口考志（第7,8回）
- 照明：内藤晋（第4,6,7回）、加藤恵介（第8回）
- MA：島崎敏晴（第1,3,5回）、荒川望（第7回）
- ナレーター：ゆかな（第1回のみ）、湯浅真由美（第6回のみ）
- デスク：野口美樹（第6回まで）
- 演出補：水谷美里（第1回）、田邊夏子、藤戸夏妃、早坂友久（田邊～早坂→第2回も）、本村沙綾香（第3,4回）、寺田彩花（第4回）、中山侑奈（中山→第5,6回）、吉見謙（第7回）、小林祐一（第5,6,8回）、竹内悠夏（第7,8回）、丸茂周平（第8回）
- アシスタントプロデューサー：寄元沙織（寄元→第2回のみ）、森川高行（森川→第3回のみ）、池田翼（池田→第2-5回）、山岡恭典（山岡→第6-8回）
- ディレクター：近藤利明（第1回）、番秀一郎（第2回）、山本祥太（第6回、以前は演出補）、双津大地郎、錦織信彦（双津・錦織→第8回まで）、今泉哲也、尾越功（今泉・尾越→第8回）
- プロデューサー：吉無田剛（吉無田→第7回まで）、白鳥秀明、梅野麻未（白鳥・梅野→共に第2回のみ）
- 統括プロデューサー：中村博行（第3回のみ）
- チーフプロデューサー：松崎聡男（第1回）、安岡喜郎（第2,3回）
- 制作協力：一 ichi（第2回のみ）